# ボランジオール
ボランジオール(Bolandiol)または19-ノルアンドロステンジオールは、合成アナボリックステロイドである。アンドロゲン受容体、エストロゲン受容体、プロゲスチン受容体と相互作用すると推測されている。
ボランジオールは、世界アンチ・ドーピング機関の禁止物質リストに含まれており、そのため、ほとんどの大きなスポーツ大会では使用が禁止されている。ナンドロロンの代謝前駆体となる可能性がある。しかし、いくつかの臨床研究によって、ボランジオールは身体の強化、組成の変化、パフォーマンスの向上に寄与しないことが結論付けられた。